# Xwela
El gbe, xwela (o Houeda, o Phera, etc.) és una llengua gbe que parlen els xweles que viuen al sud de Benín, als departaments de Mono i d'Atlantique. El seu codi ISO 639-3 és xwe i el seu codi al glottolog és xwel1235.
Segons l'ethnologue el 2002 hi havia 62.000 parlants de gbe, xwela i segons el joshuaproject n'hi ha 102.000.

## Situació geogràfica
Els xweles tenen el seu territori a la zona promera al llac Aheme, al municipi de Comé i a l'extrem meridional del municipi de Bopa al departament de Mono i als municipis de Kpomassè i d'Ouidah, al departament Atlantique.
Segons el mapa lingüístic de Benín de l'ethnologue, els xweles tenen el territori al sud i a l'est del llac Aheme. Tenen com a veïns als xwles occidentals a l'oest i a l'est, als fon, també a l'est; als ayizos i els saxwes, al nord i els watxis, al nord-oest.

## Família lingüística
El gbe, xwela és una llengua kwa, família lingüística que forma part de les llengües Benué-Congo. Concretament, segons l'ethnologue, forma part del grup lingüístic de les llengües gbes. Segons l'ethnologue, hi ha 21 llengües gbe: l'Aguna, l'ewe, el gbe, ci, el gbe, xwla oriental, el gbe, gbesi, el gbe, kotafon, el gbe, saxwe, el gbe, waci, el gbe, xwela occidental, el gbe, xwela, el kpessi, sis llengües aja (aja, gbe, ayizo, gbe, defi, gbe, tofin, gbe, weme i gun), dues llengües fons (fon i gbe, maxi) i la llengua gen, considerada l'única llengua mina. Segons el glottolog, és una de les llengües gbes orientals juntament amb el gbe, ayizo; el gbe, defi; el gbe, ci; el fon; el gbe, gbesi; el gun; el gbe, kotafon; el gbe, maxi; el gbe, saxwe; el gbe, tofin; el gbe, weme; el gbe, xwla oriental; el wudu i el gbe, xwela occidental.

## Dialectes i semblança amb altres llengües
El gbe, xwela no té cap dialecte, però té moltes semblances lèxiques amb el gbe, xwla occidental (90%), amb el fon (85%), amb el gen (71%), amb el saxwe (82%) i amb l'aja (68%).

## Sociolingüística, estatus i ús de la llengua
El gbe, xwela és una llengua vigorosa (EGIDS 6a): tot i que no està estandarditzada, és utilitzada per persones de totes les generacions en la comunicació social i la seva situació és sostenible. Els xweles també parlen el fon, el gen, el gbe, saxwe i el francès com a segones llengües. Els gens i els saxwes també utilitzen el gbe, sxwela com a segona llengua en l'educació no formal, a l'església i a les oficines governamentals. A les escoles els xweles aprenen en francès.